# Franca Pieroni Bortolotti
Franca Pieroni Bortolotti (Florencia, 4 de octubre de 1925-Florencia, 24 de noviembre de 1985) fue una historiadora italiana, considerada en Italia la «pionera de la historia cultural y política del movimiento de emancipación de la mujer».

## Biografía
Franca Pieroni, Bortolotti era el apellido de su marido, nació en Florencia el 4 de octubre de 1925, en el seno una de familia antifascista, raíces de las cuales Pieroni estuvo siempre orgullosa. Es por ello que, a medida que pasaba el tiempo, Pieroni recordaba y conmemoraba cuando, de pequeña, su padre le explicaba el porqué de su ausencia en las reuniones masivas en apoyo al régimen de Mussolini. Entró muy joven en contacto con exponentes del Partito comunista de Italia (Pcd’I) y escribió un artículo para la prensa clandestina. En los años 1943-1944 entró en el Fronte della Gioventù (FDG) y participó en la liberación de Florencia de los nazifascistas en agosto de 1944. Continuó su actividad política en la posguerra en el Partito comunista italiano (Pci). Durante la década de 1950, aunque permaneció fiel al Partido, tuvo dudas y su conciencia vacilaba debido a la dirección que había tomado la Unión Soviética. En un escrito autobiográfico de 1956, cuando Palmiro Togliatti estaba en primera línea del Partido Comunista Italiano, Pieroni justificaba su continuidad en el partido defendiendo los derechos de los obreros, campesinos italianos y la lucha para transformar la sociedad italiana cuando decía que «atribuyendo en Togliatti o en el Comité Central cualquier responsabilidad por todo lo que ha sucedido, es como tomarla contra alguien que cruza la calle y es golpeado en la cabeza por un ladrillo que alguien ha lanzado desde arriba».
En 1950 se graduó en historia moderna en la Universidad de Florencia con una tesis sobre Guizot, de la que fue tutor Gaetano Salvemini. El fervor intelectual de la Universidad de Florencia en los años 50, y la guía experta y comprometida de Delio Cantimori (su referente en el curso de perfeccionamiento en Historia Contemporánea) llevaron a Pieroni a centrarse en el estudio de los grupos subordinados y a dejar la enseñanza. De 1950 a 1956 colaboró en «Noi donne», bajo el seudónimo Silvia Bisenzio. 
Se casó con el arquitecto Lando Bortolotti, a quien conoció en la célula del Partido Comunista Italiano en la universidad, cuando ambos eran estudiantes. En 1957 tuvieron un hijo al que llamaron Franco. A lo largo 1961 la familia se trasladó a Livorno, donde Bortolotti comenzó a trabajar como arquitecto urbano para el Ayuntamiento de la ciudad. Desde 1973 enseñó, en la Universidad de Siena, Historia de los partidos y movimientos políticos y, desde 1980, Historia del Risorgimento.
Falleció en Florencia el 24 de noviembre de 1985, a causa de la enfermedad de Binswanger, también conocida como encefalopatía subcortical arteriosclerótica, una enfermedad degenerativa del sistema nervioso.

## Intereses de investigación y trayectoria profesional
Comenzó sus estudios de investigación empezando por las tabaqueras de Florencia, estudiando la vida laboral y la actividad política de generaciones de mujeres, desde el inicio de su sindicalización a fines del siglo XIX hasta su oposición al fascismo trabajo que publicó en 1960. En su papel como historiadora fue crucial el descubrimiento de Anna Maria Mozzoni, la feminista mazziniana radical que identificó en la condición femenina el corazón de la construcción de Italia como estado democrático. El primer volumen de Pieroni Bortolotti, En los orígenes del movimiento femenino en Italia (1849-1982), fue publicado en 1963 y constituye la biografía política de Mozzoni desde sus primeros años, en los círculos mazzinianos en Lombardía, hasta su lucha incansable contra los estrechos límites de las mujeres en el nuevo Estado italiano. Como idea base de la que partía y designio fundamental, Mozzoni defendía que, en Italia, el liberalismo y la democracia debían medirse por la capacidad del Estado para promover la condición civil y social de las mujeres hasta su plena integración como ciudadanas y, a su vez, como partícipes del crecimiento moral y material de la nación. Pieroni Bortolotti redescubrió y publicó, en una recopilación, los escritos más importantes de Mozzoni, Anna Maria Mozzoni. La liberación de la mujer, publicada en 1975. Cuando el socialismo organizado conquistó un lugar de consideración en la política italiana, Anna Kulishova se convirtió en la interlocutora de Mozzoni sobre la emancipación y la vinculación de la cuestión femenina y el socialismo. Su desacuerdo se agudizó sobre el problema de las leyes protectoras de la mujer trabajadora.
El conservadurismo del Partido Socialista con respecto a las mujeres, como se ve en el comportamiento de los socialistas en cuestiones como el sufragio femenino, proporciona la pista para la reconstrucción del movimiento de emancipación femenina en Italia en torno al cambio de siglo. En otro trabajo fundamental de Pieroni, Socialismo y cuestión femenina (1892-1922); publicado en Milán en 1978, la elección de Pieroni Bortolotti de precisos límites cronológicos, testimonia su creciente atención al problema de la periodización de la historia de la mujer en Italia. No solo la periodización y el consiguiente problema de definir el movimiento de la mujer como un movimiento político en sí mismo, sino también la relación constante con los partidos y las instituciones políticas son el centro de la mayor parte de sus investigaciones desde finales de los años 60 hasta su muerte. Estos esfuerzos produjeron un vasto conjunto de investigaciones y escritos. Hizo de la cuestión femenina el punto central desde el cual juzgar la calidad y el potencial de crecimiento democrático o de decadencia de una sociedad. Su caso de estudio era Italia, con el dramatismo de sus últimos cien años de historia. La investigación sobre el movimiento de las mujeres a finales del siglo XIX y su estrecha relación en sus inicios con el socialismo, la llevaron a afrontar primero otro campo de investigación. Según su criterio, la movilización de las mujeres de las clases trabajadoras y medias a finales del siglo XIX combinaba tres objetivos: feminismo, pacifismo y reunificación política de Europa. Estudió los primeros movimientos pacifistas europeos y sacó a la luz muchas figuras olvidadas. Tal y como subraya en la introducción al ensayo publicado poco antes de la muerte, La mujer, la paz, Europa - La Asociación Internacional de Mujeres desde los orígenes hasta la Primera Guerra Mundial de 1985, Pieroni Bortolotti muestra la persistencia, en la Europa del siglo XIX, de corrientes patrióticas que no se convirtieron en nacionalismos agresivos, y que conectaron el ideal de la igualdad social entre ambos sexos con el ideal de un proceso democrático y pacífico de las naciones. Mediante la aportación de diferentes biografías, tanto de hombres como de mujeres, contribuyó al Biographical Dictionary of Modern Peace Leaders en 1985, delineando así la compleja red de mujeres activas, que pensaban y actuaban, de diferentes estratos sociales y de ideas diversas - radicales, conservadoras, reaccionarias - su prensa, sus escritos, sus organizaciones, la ayuda que obtuvieron y los residuos que tuvieron que afrontar, la forma que daban a su papel en la sociedad, la forma en que la se relacionaban con la política y las instituciones. Trazó un cuadro sorprendente de la presencia de las mujeres en el escenario político y social de Italia.
Trabajó también en el estudio de los orígenes del PCI en colaboración con Nicola Badaloni. El resultado de esta investigación fueron tres ensayos sobre la Livorno comunista y antifascista, publicados posteriormente en el libro Movimiento obrero y lucha política en Livorno:1900-1926. El desapego por el PCI, sin embargo, iba en aumento, acusado de aburguesamiento, también debido a la aversión al intelectualismo de la Nueva Izquierda y a la insurrección de los estudiantes "hijos de papá". Pieroni, en cambio, permanecerá inscrita en él hasta el final de sus días. La voluntad de reaccionar a las derivas opuestas la llevó a escribir la biografía de otro comunista de origen, Francesco Misiano, combatiente de la revolución espartaquista en Berlín y muerto en la Unión Soviética en el verano de 1936, amigo de Amedeo Bordiga, activista del Socorro Obrero Internacional y de la Liga Antiimperialista primero de Berlín y luego de Moscú. Emblema de esa generación de combatientes, sin la cual «lucha indomable y oscura, ni siquiera se entiende la Resistencia europea», el libro titulado Francesco Misiano. Vida de un internacionalista publicado en 1972.

## Reconocimientos
En 1990 el Ayuntamiento de Florencia, con la colaboración de la Sociedad Italiana de Historiadoras, instituyó el Premio Franca Pieroni Bortolotti, en reconocimiento público de su trabajo como investigadora y para estimular el estudio sobre la historia de la mujer. Fue Annarita Buttafuoco, historiadora y feminista, que descubrió la importancia de la figura de Pieroni Bortolotti en el tratado del feminismo en Italia. Desde 2012 el premio es apoyado también por el Gobierno de la Región Toscana y reconoce cada año dos tesis de máster o doctorado, en lengua italiana, inglesa o francesa, que traten la historia de la mujer y la historia de género, desde la antigüedad hasta la Edad Contemporánea. Los candidatos al premio mencionado no deben tener más de treinta y cinco años. En la Biblioteca del Oblate de Florencia se ha creado una sección en la que se encuentran todas las obras presentadas al premio de 1991 a 2003.
Desde 2013 la Región Toscana publica la colección Premio Franca Pieroni Bortolotti, la cual recoge las obras seleccionadas por el Premio del jurado. Durante años, este premio ha sido el único premio nacional que ha dado visibilidad y valor a estudios inéditos de historia de las mujeres y de género. En torno a esta iniciativa, además, se ha desarrollado un diálogo entre las instituciones y las asociaciones, se han abierto también espacios de debate entre generaciones, se han diseñado archivos, colecciones editoriales, intervenciones en escuelas superiores, seminarios y conferencias.

## Obras
- Il Partito Comunista d'Italia a Livorno: 1921-1923, Milano, Tip. Novecento Grafico, 1967.
- Femminismo e socialismo dal 1900 al primo dopoguerra, Messina-Firenze, G. D'Anna, 1969.
- Nota sul primo antifascismo livornese, Firenze, Olschki, 1971.
- Francesco Misiano: Vita di un internazionalista, Editori Riuniti, 1972.
- Socialismo e questione femminile in Italia: 1892- 1922, Milano, Mazzotta, 1974.
- Alle origini del movimento femminile in Italia, 1848- 1892, Torino, Einaudi, 1975.
- La donna, la pace, l'Europa: l'Associazione internazionale delle donne dalle origini alla prima guerra mondiale, Milano, Franco Angeli, 1985.
- Sul movimento politico delle donne. Scritti inediti, a cura di Annamaria Buttafuoco, Roma, Cooperativa Utopia, 1987.